# 관산초등학교 (경기)
관산초등학교(冠山初等學校)는 대한민국 경기도 안산시 단원구에 있는 공립 초등학교이다.

## 학교 연혁
- 1981년 9월 1일: 우이명 교장선생님 부임
- 1981년 10월 6일: 개교 및 인가
- 1982년 3월 10일: 병설유치원 개교
- 1996년 3월 1일: 관산초등학교로 명칭변경
- 2021년 3월 1일: 김경란 교장선생님 부임

## 참고 자료
- 관산초등학교 - 한국교육학술정보원 학교알리미